# АТП челенџер турнир Лима
АТП челенџер турнир Лима чији је званични назив Lima Challenger Copa Claro, је тениски турнир који се игра у Лими, Перу од 2000. године. Турнир је део светског такмичења АТП челенџер серије, а од 2011. АТП челенџер тура. Турнир се игра на отвореном, а подлога је од црвене шљаке.

## Протекла финала

### Мушкарци појединачно
| Година        | Победник             | Финалист           | Резултат           |
| ------------- | -------------------- | ------------------ | ------------------ |
| 2014.         | Гидо Пеља            | Џејсон Кублер      | 6–2, 6–4           |
| 2013.         | Орасио Зебаљос       | Факундо Багнис     | 6–7(4–7), 6–3, 6–3 |
| 2012.         | Гвидо Андреоци       | Факундо Аргвељо    | 6–3, 6–7(6–8), 6–2 |
| 2011.         | Није игран           | Није игран         | Није игран         |
| 2010.         | Није игран           | Није игран         | Није игран         |
| 2009.         | Едуардо Шванк        | Хорхе Аквилар      | 7–5, 6–4           |
| 2008.         | Марин Васаљо Аргвељо | Серхио Ројтман     | 6–2, 4–6, 6–4      |
| 2007.         | Пабло Куевас         | Маркос Данијел     | 0–6, 6–4, 6–3      |
| 2006. - 2002. | Није игран           | Није игран         | Није игран         |
| 2001.         | Хуан Игнасио Чела    | Маркос Данијел     | 6–2, 1–0 ret.      |
| 2000.         | Гиљермо Корија       | Хуан Антонио Марин | 6–0, 7–6(7)        |
| 1999.         | Хуан Игнасио Чела    | Јиржи Ванек        | 6-2, 7-5           |
| 1998.         | Штефан Коубек        | Хуан Игнасио Чела  | 6-3, 2-6, 6-0      |
| 1997.         | Tomas Nydahl         | Оливер Грос        | 4-6, 6-0, 6-4      |
| 1996.         | Није игран           | Није игран         | Није игран         |
| 1995.         | Јиржи Новак          | Николас Лапенти    | 7-6, 6-3           |
| 1994.         | Кристијан Руд        | Ернан Гуми         | 3-6, 7-5, 6-3      |

### Мушки парови
| Година        | Победник                           | Финалист                                              | Резултат           |
| ------------- | ---------------------------------- | ----------------------------------------------------- | ------------------ |
| 2014.         | Sergio Galdós Гидо Пеља            | Marcelo Demoliner Roberto Maytín                      | 6–3, 6–1           |
| 2013.         | Andrés Molteni Fernando Romboli    | Marcelo Demoliner Sergio Galdós                       | 6–4, 6–4           |
| 2012.         | Факундо Аргвељо Agustín Velotti    | Клаудио Граси Лука Вани                               | 7–6(7–4), 7–6(7–5) |
| 2011.         | Није игран                         | Није игран                                            | Није игран         |
| 2010.         | Није игран                         | Није игран                                            | Није игран         |
| 2009.         | Мартин Алунд Juan-Martín Aranguren | Cristóbal Saavedra-Corvalán Guillermo Rivera-Aránguiz | 6–4, 6–4           |
| 2008.         | Луис Хорна Sebastián Prieto        | Ramón Delgado Жулио Силва                             | 6–4, 6–4           |
| 2007.         | Пабло Куевас Едуардо Шванк         | Martín Vilarrubi Michael Quintero                     | 6–4, 6–2           |
| 2006. - 2002. | Није игран                         | Није игран                                            | Није игран         |
| 2001.         | Enzo Artoni Даниел Мело            | Хосе Акасусо Марин Васаљо Аргвељо                     | 6–2, 1–6, 7–6(7)   |
| 2000.         | Гастон Етлис Мартин Родригез       | Хуан Игнасио Чела Луис Хорна                          | 6–2, 5–2, предаја  |
| 1999.         | Pablo Albano Martín García         | Mariano Hood Sebastián Prieto                         | 7-6, 3-6, 6-3      |
| 1998.         | Diego del Rio Martin Rodriguez     | Федерико Браун Eduardo Medica                         | 6-4, 7-6           |
| 1997.         | Mariano Hood Sebastián Prieto      | Крис Госенс Jimy Szymanski                            | 6-2, 6-1           |
| 1996.         | Није игран                         | Није игран                                            | Није игран         |
| 1995.         | Americo Venero-Montes Хаиме Изага  | Juan-Carlos Bianchi Tamer El Sawy                     | 6-3, 6-4           |
| 1994.         | Гастон Етлис Juan-Ignacio Garat    | João Cunha e Silva Nuno Marques                       | 6-4, 6-7, 7-6      |